# Eumops bonariensis
Espèce
Statut de conservation UICN

 LC  : Préoccupation mineure
Répartition géographique
Synonymes
- Promops bonariensis Peters, 1874[1]

Eumops bonariensis est une espèce sud-américaine de chauves-souris de la famille des Molossidae.

## Description
Eumops bonariensis a une longueur de tête et de corps entre 49 et 68 mm, une longueur d'avant-bras entre 39 et 48 mm, une longueur de queue entre 28 et 47 mm, une longueur de pied entre 6 et 11 mm, la longueur des oreilles de 12 mm. Les mâles sont légèrement plus grands que les femelles.
Le poids et la taille sont variables selon les régions. Les individus au Venezuela pèsent en moyenne 7 à 7,4 g, en Bolivie 12 à 18 g, en Argentine 17,4 à 18,2 g et au Paraguay 13,7 à 14,5 g.
La fourrure est relativement longue et duveteuse. Les parties dorsales sont brun grisâtre à brunes avec la base des poils plus pâles, tandis que les parties ventrales sont brun grisâtre ou grisonnantes. La tête est large et aplatie, les lèvres sont lisses. Les oreilles sont larges, triangulaires et jointes à la base antérieure. Le tragus est petit et complètement caché derrière l'antitragus, qui est large et semi-circulaire. Les ailes sont attachées à l'arrière des chevilles. La queue est longue, trapue et s'étend environ à mi-chemin au-delà de la membrane interfémorale. Le calcar est long et bordé de petits poils.

## Répartition
L'espèce est répartie de manière discontinue du sud du Mexique au sud du Brésil et au nord-est de l'Argentine.
Elle habite un large éventail d'environnements, de la forêt tropicale dense aux broussailles sèches et épineuses. Elle se trouve le plus souvent dans les habitats des basses terres, mais fut trouvée jusqu'à 1 000 mètres en Colombie.

## Liste des sous-espèces
Trois sous-espèces sont reconnues :
- Eumops bonariensis bonariensis (Peters, 1874) - États brésiliens de Paraná, São Paulo, Rio Grande do Sul, Uruguay, nord-est de l'Argentine ;
- Eumops bonariensis delticus (Thomas, 1923) - sud de la Colombie, nord-est du Pérou, États brésiliens de l' Amazonas, Pará, Bahia et Minas Gerais ;
- Eumops bonariensis nanus (Miller, 1900) : du sud-est du Mexique à la péninsule du Yucatán, nord de Belize et Honduras, ouest du Nicaragua, Panama, nord de la Colombie, Venezuela, Guyana, Suriname, Guyane, Équateur, nord-ouest du Pérou.

Les trois sous-espèces sont considérées par certains auteurs comme trois formes distinctes.
Une autre sous-espèce Eumops bonariensis beckeri (Pérou, sud du Brésil, Bolivie, Paraguay, nord de l'Argentine) est parfois considérée comme synonyme d’Eumops patagonicus.
De même, E.b.nanus est reconnue comme Eumops nanus.

## Étymologie
Son épithète spécifique, bonariensis, fait référence à Buenos Aires, où l'holotype a été collecté.

## Comportement

### Habitation
Elle habite en groupes d'une vingtaine individus maximum, avec plus de femelles que de mâles dans chaque groupe, dans des trous d'arbres, parfois dans les toits des bâtiments. Ils partagent parfois un abri avec d'autres espèces de chauves-souris telles que Myotis fortidens, Molossus rufus et Molossus currentium.

### Vol
Grâce à ses ailes étroites et longues, la chauve-souris a un vol rapide (jusqu'à 95 km/h) dans l'espace au-dessus de la cime des arbres. Le lieu de repos est généralement surélevé et la chauve-souris tombe un peu avant de commencer à voler.

### Alimentation
Elle se nourrit d'insectes, en particulier d'hétérocères et de coléoptères. L'activité prédatrice a deux pics, le premier environ deux heures après le coucher du soleil et le second juste avant le lever du soleil. Cette chauve-souris chasse les insectes volants en utilisant l'écholocation, l'ouïe et la vision.

### Reproduction
Le mode de reproduction est probablement similaire à celui des autres molosses. Ils s'accouplent à la fin de l'hiver ou au printemps. La gestation dure de 70 à 90 jours.
La reproduction est enregistrée de mars à juin au Mexique, la naissance ayant lieu de manière synchronisée du milieu à la fin juin, et d'octobre à novembre à l'extrémité sud de l'aire de répartition de la chauve-souris.
Au niveau régional, des animaux gestants furent observés en octobre et novembre, c'est pourquoi l'espèce est probablement polyestreuse. Un seul petit naît à la fois. La période d'allaitement est de 6 à 8 semaines.